# サリュート2号
サリュート2号（Salyut 2、ロシア語:ロシア語: Салют-2）は1973年4月4日に打ち上げられた。他のサリュート計画とは性質が異なり、アルマース宇宙ステーションのプロトタイプとして分類されるべきものであり、その本当の目的を隠すためにサリュート2号と命名された。打上げは成功したものの、まだ無人だった2日後には、サリュート2号は気圧を失い、飛行制御できなくなった。その原因は、プロトンロケットを切り離す際に、金属片がステーションに穴を開けたためだと考えられている。打上げ11日後の1973年4月11日、2枚の太陽電池パネルに原因不明の故障が起こり、全ての電源が供給されなくなった。サリュート2号は1973年5月28日に大気圏再突入した。

## 仕様
- 長さ - 14.55m
- 最大直径 - 4.15m
- 居住体積 - 90m3
- 打上げ時重量 - 18,900㎏
- 打上げロケット - プロトンロケット
- 太陽電池数 - 2
- 補給船 - Soyuz Ferry
- メインエンジン数 - 2
- メインエンジンスラスト - 400 kgf (3.9 kN)

## 訪れた宇宙船と乗組員
なし